# Canh Hung
Le Duy Dao (van de Le dynastie) was keizer van Vietnam van juni 1740 tot 10 augustus 1786 (de regeerperiode hoeft niet overeen te komen met de periode waarin de regeernaam gold). Zijn regeernaam (nien hieu) was Canh Hung, van juni 1740 tot 18 februari 1787. Zijn voorganger was Vinh Huu en hij werd opgevolgd door Chieu Tong. In dezelfde periode was ook Thai Duc koning of keizer.